# Kanuti Kilolitna
La Kanuti Kilolitna est un cours d'eau d'Alaska, aux États-Unis, situé dans la région de recensement de Yukon-Koyukuk. C'est un affluent de la Kanuti, affluent de la Koyukuk, elle-même affluent du Yukon.

## Géographie
Longue de 60 milles (97 km), elle prend sa source dans les montagnes Ray et rejoint vers le nord la Kanuti à 30 milles (48 km) au sud-est d'Allakaket.

## Source
- (en) « Kanuti Kilolitna », Geographic Names Information System